# Gora Uzkaja
Gora Uzkaja är ett berg i Antarktis. Det ligger i Östantarktis. Australien gör anspråk på området. Toppen på Gora Uzkaja är 426 meter över havet.
Terrängen runt Gora Uzkaja är kuperad västerut, men österut är den platt. Trakten är glest befolkad. Närmaste befolkade plats är Mawson Station, 12,4 kilometer nordväst om Gora Uzkaja.